# Jimmy Marín
Jimmy Marín (San José, 8 ottobre 1997) è un calciatore costaricano, centrocampista dell'Orenburg.

## Carriera

### Club
Ha sempre giocato nel campionato di casa, prima con Deportivo Saprissa con cui gioca una partita nella stagione 2014-2015, quindi con il Belén e dal 2017 con l'Herediano.

### Nazionale
Con la Nazionale costaricana Under-20 ha partecipato al Mondiale di categoria nel 2017 giocando 4 partite. Inoltre è stato convocato per la Gold Cup dello stesso anno.

## Palmarès

### Club

#### Competizioni internazionali
- CONCACAF League: 1

Herediano: 2018